# Dybhavets dyreliv
Dybhavets dyreliv er en dansk dokumentarfilm fra 1954, der er instrueret af Hakon Mielche.

## Handling
Galathea-ekspeditionens videnskabsmænd hjembragte tonsvis af zoologiske sjældenheder konserveret i sprit og formalin eller frosset ned i lastens dybfryserum. En oversigt over de havdyr, som blev fanget under Galathea-ekspeditionen - både i overfladen, i de frie vandmasser og ved bunden af de dybe grave.